# 지엔 도브리 TVN
《지엔 도브리 TVN》(폴란드어: Dzień Dobry TVN)는 TVN에서 방송되는 폴란드의 뉴스 프로그램이다.